# طياب (البيضاء)
طياب هي إحدى قرى الجمهورية اليمنية. تتبع جغرافيا لمحافظة البيضاء و إداريًا لمديرية ذي ناعم. يبلغ تعداد سكانها 2520 نسمة حسب الإحصاء الذي أجري عام 2004.